# 存在舰队
存在艦隊（Fleet in being）是一種海軍戰略理論，指一支海軍艦隊对某一片海域施加影响力，但從來不離開其主要港口。一旦離開港口，這支艦隊就有可能在海战中被消灭，而不再能影響敵人的決策；但如果其一直停留在海港之內，敵人就不得不為了防備它而部署军事力量、甚至改变战略决策。存在艦隊理论通常由在制海权争夺中较劣势的一方使用，是一種削弱敵人對特定海域控制力的手段，而不是主動夺取制海权的手段。

## 理论演变
馬漢之海權論系列著作，在分析日俄戰爭時，將艦隊分為兩種類型：要塞艦隊和存在艦隊。存在艦隊理論將艦隊理解為可以完全脫離基地、要塞而存在，僅將要塞視為艦隊供應基地。馬漢將存在艦隊闡釋為一種極端的艦隊至上主義，其本質上是一種國家對海軍建設的主導思想，但這一概念隨後漸漸被各國海軍引申為對艦隊的影響力的重視，進而發展成為一種海軍戰略理論。
存在艦隊的整體概念假設一支艦隊停靠在一處絕對安全的港口，對其機動力所及之範圍施加影響力，牽制敵方在這一範圍內的軍事活動。不難看出，這套理論之主旨就是讓艦隊停留在港口內來發揮其最終價值。但是隨著空軍和戰術導彈等打擊力量發展，停留在固定區域內之艦隊已經再難保證安全，因此存在艦隊這概念對水面艦作戰理論逐漸失效，但是在潛艇作戰運用上仍具有許多參考價值。

## 歷史運用

### 早期
史料可考最早應用存在艦隊是在1690年，亞瑟·赫伯特率領英國皇家海軍在英吉利海峽對上強大的法國海軍艦隊，他決定避戰，以等待增援後之絕對優勢。他利用存在艦隊之威脅，成功獲得了作戰區域的主導權，迫使法軍必需駐防而無法轉攻他處。

### 日俄戰爭
1904年日俄戰爭期間，俄羅斯帝國海軍與大日本帝國海軍在旅順口區的對峙。俄羅斯擁有三支主艦隊：第一支為波羅的海艦隊、第二支為黑海艦隊、第三支則是太平洋艦隊。太平洋艦隊分別駐紮在海參崴和旅順港。由於日軍目標為將俄軍逐出中國東北，位居要衝的旅順港在戰略上越顯重要。
當時日本海軍的主戰艦隊只有一支聯合艦隊，俄羅斯海軍則有三支。1902年起生效的英日同盟有效地阻止了黑海艦隊的支援，俄軍在倫敦海峽公約的制約下被封鎖在黑海，以免與英國發生戰爭。但是波羅的海艦隊旋即抽調部分艦艇組成第二太平洋艦隊，並於1905年被下令前往支援已經損失大半的旅順分艦隊，而日本海軍的任務是阻止這一舉動。
1904年2月8日，為了消滅旅順分艦隊，日本聯合艦隊的魚雷艇奇襲駐旅順口外錨地的俄國太平洋艦隊，日俄戰爭爆發。雙方在旅順港外都制定了相應的水雷封鎖戰術，導致雙方有多艘戰艦觸雷沉沒。4月13日，俄軍太平洋艦隊的旗艦彼得罗巴甫洛夫斯克号战列舰 (1894年)
觸雷沉沒，艦隊司令斯捷潘·馬卡羅夫（戰爭爆發後接任）戰死，從此俄軍喪失了爭取黃海制海權的自信心，傾向留守在旅順港內部。
馬卡羅夫戰死後，海軍上將威廉·維特捷夫特受命臨時指揮太平洋艦隊（後改稱第一太平洋艦隊）的旅順分艦隊。由於旅順分艦隊一直遭到日軍的封鎖而被困在旅順港（俄方稱亞瑟港）內，1904年6月23日維特捷夫特曾試圖指揮艦隊突圍前往海參崴，然而在與日軍的封鎖艦隊短暫接觸後，俄軍艦隊返回了旅順港內，第一次突圍行動失敗。
面對第一太平洋艦隊旅順分艦隊的困境，維特捷夫特的上司叶夫根尼·伊万诺维奇·阿列克谢耶夫認為當務之急是讓艦隊儘快出航以打破封鎖，並與符拉迪沃斯托克（海參崴）分艦隊會合，以加強實力抗衡日本聯合艦隊。然而維特捷夫特反對這種冒險的行動方案，認為應該讓旅順分艦隊成為存在艦隊，只需要待在旅順港內即可；同時他還下令拆除部分艦載武器，用作地面防禦以防止日本陸軍攻陷旅順並藉著地利殲滅旅順分艦隊。雖然維特捷夫特的行動缺乏積極主動性，然而他的做法其實與俄國高層的想法一致，即在旅順港內繼續堅守，直到救援的第二太平洋艦隊到達。
旅順分艦隊在日本海軍的封鎖和俄軍留守旅順港的決策下一直處於存在艦隊的狀態，直到維特捷夫特在沙皇尼古拉二世的命令下於1904年8月10日再度下令旅順分艦隊進行突圍行動以突破日軍封鎖前往海參崴，導致黃海海戰的爆發，但最終日本海軍擊敗了旅順分艦隊，導致俄軍艦隊再度退回旅順港。黃海海戰俄軍雖然保住了大部分艦艇，但旅順分艦隊依然沒能突破封鎖與符拉迪沃斯托克分艦隊會合。而受創的皇太子號戰列艦和3艘驅逐艦逃到膠州灣，並由當地德國官員解除了武裝而失去戰鬥能力。
最終大日本帝國陸軍於1904年底全面突破了旅順俄軍要塞的防守，203高地的爭奪戰耗盡了俄軍最後的力量，旅順要塞內部士氣低落且疲憊不堪的殘存俄國守軍向日軍投降，宣告日軍徹底攻陷了旅順。旅順攻陷後，躲藏在港口內的旅順分艦隊在具有地利且居高臨下的日軍炮擊下被擊沉或失去戰鬥力，在第二太平洋艦隊未能及時趕到的情況下即遭到全殲。

### 一戰
第一次世界大戰時，德意志帝國海軍公海艦隊與英國海軍主力艦隊也使用了此戰略理論。在日德蘭海戰之前，德、英兩軍為了保持艦隊戰力、避免損失，相互牽制而不冒險出戰。

### 二戰
第二次世界大戰地中海戰役期間，意大利皇家海軍在作戰中也運用了存在艦隊理論。意軍與英國皇家海軍經過幾次小規模交火並大都戰敗或戰成平手，英國艦隊仍然掌控地中海制海權。之後意軍決意將艦隊停泊在塔蘭托，從此處能夠迅速破壞英軍任何補給英屬馬爾他之企圖。基於這種情勢，英軍只好決定發起著名的塔蘭托戰役，直接轟炸塔蘭托港口内之意軍艦隊，並癱瘓了三艘戰艦、即半數意軍艦隊戰力。由於塔蘭托已不再安全，意大利艦隊從此只能停泊在較遠之港口。存在艦隊之影響範圍受到艦隊自身機動力所限制，意艦隊只好出港作戰，在1940年11月27日發起斯巴提芬托角海戰與英國艦隊打成平手，但在1941年3月之馬塔潘角海戰中被擊敗，英國艦隊繼續維持地中海制海權，直到1941年12月17日第一次錫德拉灣战役毫無人員傷亡地打傷了英国2艘驅逐艦和使用載人魚雷癱瘓英國亞歷山大港的兩艘戰列艦，意大利艦隊才重新掌握制海權。
同一時期的納粹德國海軍也常常運用存在艦隊概念。鐵必制號戰艦自下水服役後就一直處於「限制行動」之狀態下；實際上在整個戰爭期間，她從未對任何一艘敵船開火，其主要存在目的卻是不停地轉站於挪威各個港口，以威懾並牽制盟軍大量海空力量。

## 其他應用
存在艦隊雖然是海軍戰略理論，然而基於類似邏輯，這種概念也同樣可以應用在其他軍事領域。比如一支被圍困在要塞中之軍隊，實質上就是一支「存在軍隊」。這支軍隊雖然不能出城作戰，但是卻能牽制敵方，使敵人也不得不留下足夠兵力來維持包圍。
在海灣戰爭中，薩達姆·海珊也是以「存在空軍」概念來使用伊拉克空軍。他並不真正出動飛機與聯軍空戰，但卻迫使聯軍不得不小心防範。
根據核威懾理論，一擁核之弱國可用相互保證毀滅抵消其較弱之常規軍力。伯納德·布羅迪在1959年寫到，核威懾力量必須始終處於準備使用之狀態，但不能已被使用。